# میدان هوایی بین‌المللی خوست
فرودگاه بین‌المللی خوست (به پشتو: د خوست نړيوال هوايي ډګر)  یک فرودگاه داخلی و بین‌المللی با کد یاتا KHT در ارتفاع ۱۴۵۷ فوتی (۴۴۴ متری) از سطح دریا قرار دارد. دارای یک باند با سطح آسفالت به ابعاد ۸۷۴۰ در ۱۴۸ فوت (۲۶۶۴ متر × ۴۵ متر) است. این فرودگاه در شهر خوست کشور افغانستان قرار دارد و حمل و نقل هوایی به کل منطقه لویه پکتیا را فراهم می‌کند.
این فرودگاه زیر نظر وزارت حمل و نقل و هواپیمایی افغانستان (MoTCA) است و برای پروازهای داخلی و خارجی استفاده می‌شود. وزارت دفاع همچنین از آن برای مقاصد مدیریت شرایط اضطراری مانند زمان وقوع زلزله اخیر در منطقه استفاده می‌کند.
دیگر فرودگاه‌های بزرگ نزدیک به خوست عبارتند از فرودگاه بین‌المللی کابل در شمال، فرودگاه جلال‌آباد در شمال شرقی، فرودگاه غزنی در شرق، و فرودگاه بین‌المللی احمدشاه بابا در قندهار در جنوب غربی.

## شرکت‌های هواپیمایی و مقصدهای پروازی
| شرکت‌های هواپیمایی    | مقصدهای پروازی                  |
| -------------------- | ------------------------------- |
| ایست هوریزن ایرلاینز | میدان هوایی بین‌المللی حامد کرزی |

## تاریخچه
در طول جنگ ۱۹۸۰ شوروی در افغانستان، فرودگاه خوست توسط نیروهای اتحاد جماهیر شوروی اشغال شد. سپس در طول جنگ ۲۰۰۱–۲۰۲۱ به رهبری ایالات متحده در افغانستان توسط آمریکایی‌ها اشغال شد. ایالات متحده یک پایگاه نظامی در آنجا ایجاد کرد که به عنوان پایگاه عملیاتی پیشرو چپمن شناخته می‌شود.